# Porphyrinia phoenissa
Porphyrinia phoenissa là một loài bướm đêm trong họ Noctuidae.